# Paredones, Nayarit
Paredones är en ort i Mexiko.   Den ligger i kommunen Santiago Ixcuintla och delstaten Nayarit, i den centrala delen av landet, 700 km väster om huvudstaden Mexico City. Paredones ligger 18 meter över havet och antalet invånare är 592.
Terrängen runt Paredones är huvudsakligen platt, men norrut är den kuperad. Runt Paredones är det ganska tätbefolkat, med 54 invånare per kvadratkilometer. Närmaste större samhälle är Santiago Ixcuintla, 6,5 km söder om Paredones. Omgivningarna runt Paredones är en mosaik av jordbruksmark och naturlig växtlighet.